# Trifachito

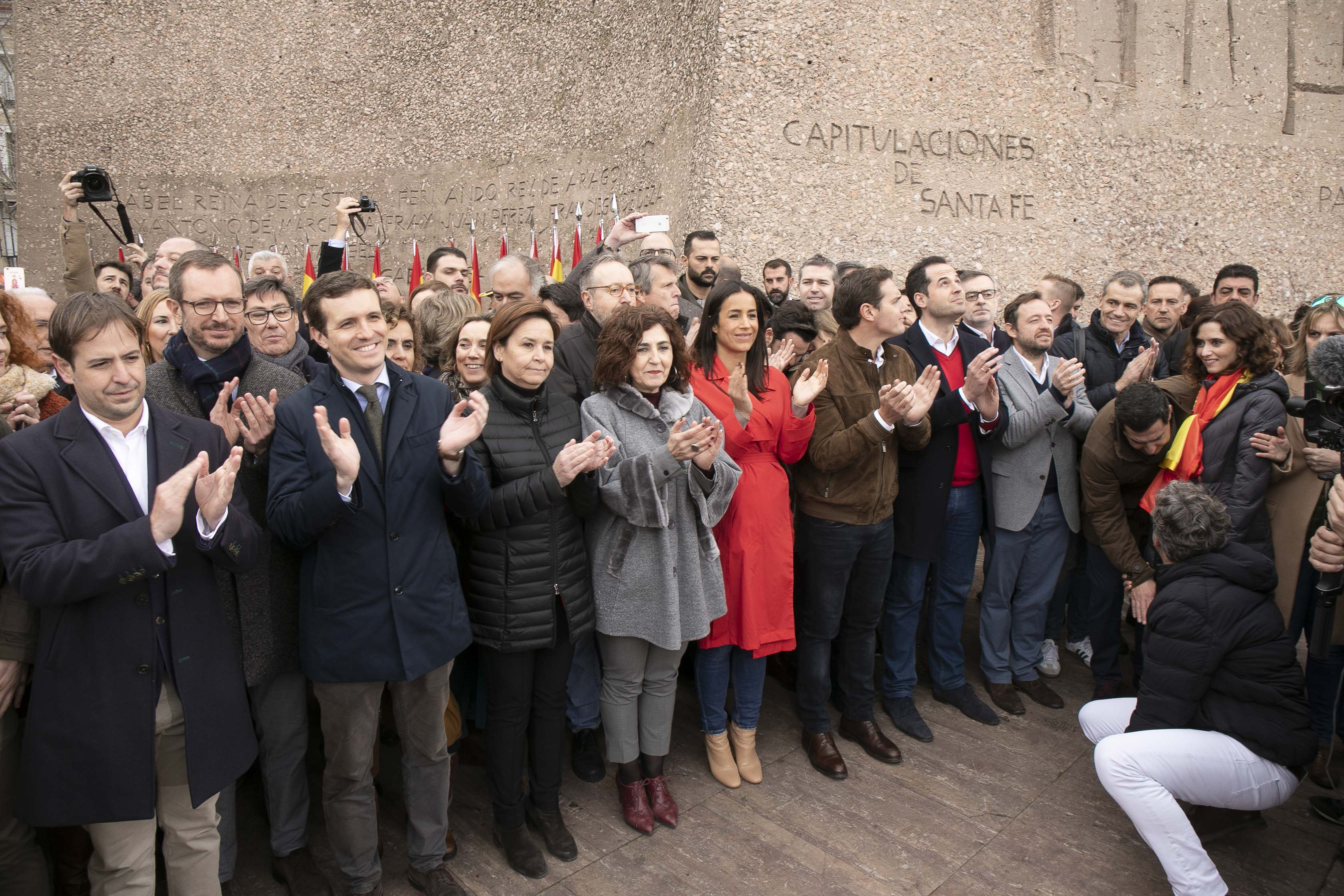
Manifestació a la plaça de Colón de Madrid de febrer de 2019.

Trifachito és una denominació despectiva amb la qual es coneix a Espanya els pactes entre les formacions polítiques del Partit Popular, Ciutadans i Vox, personalitzat en els líders d'aquestes organitzacions, Pablo Casado, Albert Rivera (posteriorment, Inés Arrimadas) i Santiago Abascal. És un neologisme en forma d'acrònim creat a partir de la fusió dels termes «tripartit» i el nom escurçat de feixista en castellà (facha): «fatxa».
Ha aparegut acompanyada d'un altre terme relacionat, el de «dreta trifàl·lica», derivat de «tricefàl·lica» i de «fal·lus», encunyat per la ministra de Justícia del Govern Espanyol el 2019, Dolores Delgado, en al·lusió a l'acord entre aquestes tres formacions. S'ha vinculat a l'assistència conjunta d'aquests tres polítics a una manifestació a la plaça de Colón a Madrid l'11 de febrer de 2019. La paraula té el seu origen a les xarxes socials. Ha estat usada per fer referència a la formació del nou executiu andalús després de les eleccions autonòmiques de 2018.
La televisió catalana TV3 va utilitzar el terme derivat trifacho per a referir-se a aquests tres partits en un gag del programa satíric Polònia, qualificant als tres partits com a extrema dreta. El propi líder del PP, Pablo Casado, ha utilitzat alguna vegada el terme per intentar dir que no cal tenir por a l'associació dels tres partits.